# Linnaemya hirtiradia
Linnaemya hirtiradia là một loài ruồi trong họ Tachinidae.